# Fil dental

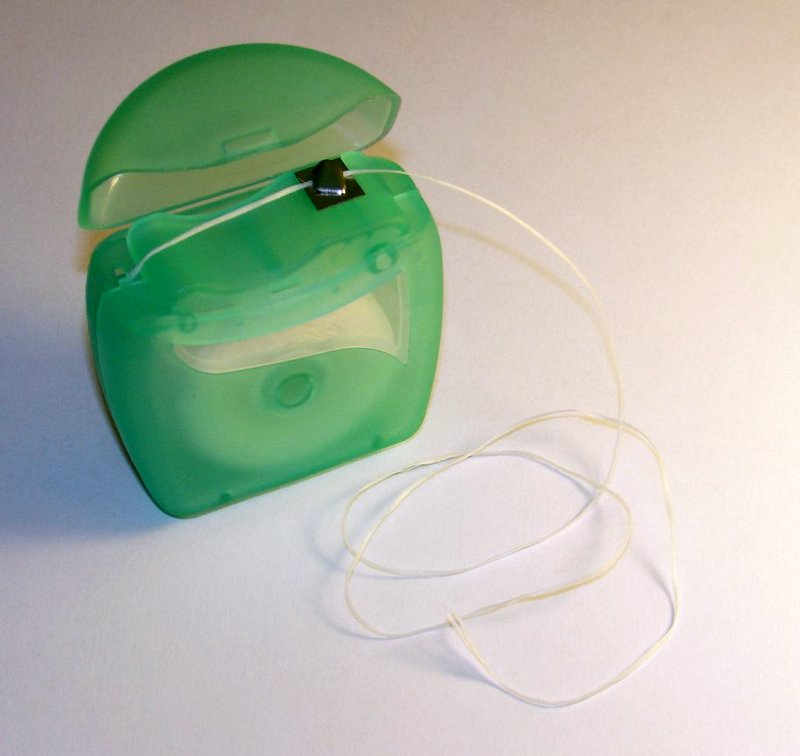
Dispensador de seda dental

El fil dental o seda dental és un fil format per fins filaments de niló o plàstic (normalment tefló o polietilè) que s'utilitza per retirar les restes de menjar i la placa dental situada entre les dents. El fil es passa entre cada parella de dents i es fa córrer avant i enrere així com amunt i avall, tenint especial cura prop de la geniva. Això combinat amb un bon raspallat de dents prevé infeccions de les genives, l'halitosi i la càries dental. Ocasionalment la seda dental va protegida per una capa de cera.

## Història
El fil dental és un invent antic. Investigadors trobaren restes de fil dental en dents humanes prehistòriques.
A Levi Spear Parmly, un dentista de Nova Orleans, se'l reconeix com a l'inventor del fil dental en la forma que avui en dia es coneix, ja que des del 1815 el recomanava als seus pacients per netejar-se les dents.
El fil dental de fet no va estar a l'abast general del consumidor fins que la companyia americana Codman & Shurtleft començà el 1882 a fabricar fil de seda. El 1898, la companyia Johnson & Johnson va obtenir la primera patent per fabricar seda dental. La utilització del fil dental fou quasi nul·la fins a la Segona Guerra Mundial. És llavors quan el Dr. Charles C. Bass desenvolupa el fil de nylon, que aconseguí desbancar el de seda degut a la seva gran resistència a l'abrasió i a la seva elasticitat.

## Higiene personal
Odontòlegs de tot el món recomanen un raspallat diari de dents, la utilització de la seda dental i l'ús de col·lutori bucal. Mentre el raspallat de dents està més estès a la societat, tant el col·lutori com el fil dental es mantenen com a sistemes optatius d'higiene dental, quan en realitat haurien de ser complementaris.

### Utilització
- Talleu uns 40 cm de fil i enrotlleu-lo al voltant dels dits mitger i anular de les dues mans
- Agafeu el fil entre els dits índex i polze de cada mà, deixant uns 5 cm de fil entre les mans
- Amb el fil tensat, feu-lo lliscar suaument entre cada parell de dents
- Moveu-lo amunt i avall, així com endavant i enrere per retirar la placa bacteriana i les restes d'aliments
- Tracteu d'arribar el més a prop possible de línia de les genives però amb cura
- Seguiu aquesta habitud un cop al dia al mínimum